# Leucoloma zuluense
Leucoloma zuluense är en bladmossart som beskrevs av Brotherus och Niels Bryhn 1911. Leucoloma zuluense ingår i släktet Leucoloma och familjen Dicranaceae. Inga underarter finns listade i Catalogue of Life.